# Da Ya Think I’m Sexy?
Da Ya Think I’m Sexy? ist ein Lied des britischen Sängers Rod Stewart, das im November 1978 erschien.

## Entstehung und Veröffentlichung
Geschrieben wurde das Lied vom Interpreten selbst, zusammen mit den Koautoren Carmine Appice und Duane Hitchings. Für die Produktion zeichnete Tom Dowd verantwortlich.
Die Erstveröffentlichung von Da Ya Think I’m Sexy? erfolgte europaweit als Single am 17. November 1978 bei Warner Bros. Records. Diese erschien als 7″-Single mit der B-Seite Dirty Weekend (Katalognummer: 17 277). Im Vereinigten Königreich erschien diese bei Riva Records (Katalognummer: RIVA 17). In Nordamerika erschien die Single erstmals im Folgemonat mit der B-Seite Scarred and Scared (Katalognummer: WBS 8724). Eine Woche nach der Erstveröffentlichung erschien das Lied als Teil von Stewarts neunten Studioalbum Blondes Have More Fun (Katalognummer: WB 56 572). 1978 erschien zudem ein sogenannter „Special Disco Mix“ von Jim Burgess als Single.

## Inhalt und Stil
Carmine Appice, der bei der Aufnahme das Schlagzeug spielte, sagte bei Songfacts.com:

“This was a story of a guy meeting a chick in a club. At that time, that was a cool saying. If you listen to the lyrics, ‘She sits alone, waiting for suggestions, he’s so nervous…’ it’s the feelings of what was going on in a dance club. The guy sees a chick he digs, she's nervous and he’s nervous and she’s alone and doesn’t know what’s going on, then they end up at his place having sex, and then she’s gone.”

„Die Geschichte handelt von einem Typen, der in einem Club ein Mädel kennenlernt. Zu der Zeit war es cool, solche Sprüche zu bringen. Wenn du auf den Text achtest: ‚Sie sitzt allein und wartet auf Kontakt, er ist so nervös…‘ Es beschreibt, was in einer Diskothek abgeht. Der Typ sieht ein Mädel, auf das er abfährt, sie ist nervös und er ist nervös, sie ist allein und weiß nicht, was los ist, dann landen die beiden bei ihm zuhause und haben Sex und danach verschwindet sie.“

Bei einem Interview 2007 meinte Koautor Duane Hitchings zu Da Ya Think I’m Sexy?:

“…a spoof on guys from the ‘cocaine lounge lizards’ of the Saturday Night Fever days. We Rock and Roll guys thought we were dead meat when that movie and the Bee Gees came out. The Bee Gees were brilliant musicians and really nice people. No big egos. Rod, in his brilliance, decided to do a spoof on disco. VERY smart man. There is no such thing as a ‘dumb’ super success in the music business.”

„Eine Parodie auf die Typen in der Kokain-Lounge der Saturday Night Fever-Tage. Wir Rock-’n’-Roll-Kerle dachten, unsere Tage wären gezählt, als die Bee Gees auf der Bildfläche erschienen. Die Bee Gees waren brillante Musiker und wirklich nette Leute. Keine großen Egos. Rod, in seiner Brillanz, entschied, eine Parodie auf Disco aufzunehmen. Ein sehr kluger Mann. Es gibt nicht so etwas wie einen ‚dummen‘ Super-Erfolg im Musikgeschäft.“

## Rezeption

### Rezensionen
Da Ya Think I’m Sexy? wurde damals wegen seiner Disco-Orientierung von vielen in der Musikpresse als Verrat an Stewarts Bluesrock-Wurzeln kritisiert, doch Stewart und andere wiesen darauf hin, dass auch angesehene Interpreten wie Paul McCartney und die Rolling Stones Lieder im Stil der Discomusik veröffentlicht hatten. Es gab auch Plagiatsvorwürfe gegen Stewart. Der Musiker Jorge Ben Jor reichte eine Klage wegen Urheberrechtsverletzung ein, da Da Ya Think I’m Sexy? Ähnlichkeiten mit Jors Taj Mahal aus dem Jahr 1972 aufwies. Man einigte sich außergerichtlich. Stewart sprach in seiner 2012 erschienenen Autobiografie von „unconscious plagiarism“ („unbewußte Nachahmung“).

### Bestenlisten
Da Ya Think I’m Sexy? kam in der vom Musikmagazin Rolling Stone erstellten Liste der 500 besten Songs aller Zeiten auf Platz 308.

### Mediale Verwendung
In der Episode Ralph liebt Lisa bei den Simpsons sowie Der Alptraum in Eine schrecklich nette Familie fand das Lied Verwendung.

## Kommerzieller Erfolg

### Chartplatzierungen
Da Ya Think I’m Sexy? avancierte zum Nummer-eins-Hit in den Vereinigten Staaten und im Vereinigten Königreich.
| ChartsChartplatzierungen       | Höchstplatzierung | Wochen/ Monate |
| ------------------------------ | ----------------- | -------------- |
| Deutschland (GfK)              | 9 (22 Wo.)        | 22 Wo.         |
| Österreich (Ö3)                | 8 (5 Mt.)         | 5 Mt.          |
| Schweiz (IFPI)                 | 8 (8 Wo.)         | 8 Wo.          |
| Vereinigte Staaten (Billboard) | 1 (21 Wo.)        | 21 Wo.         |
| Vereinigtes Königreich (OCC)   | 1 (13 Wo.)        | 13 Wo.         |

| ChartsJahrescharts (1979)      | Platzierung |
| ------------------------------ | ----------- |
| Deutschland (GfK)              | 39          |
| Vereinigte Staaten (Billboard) | 4           |

### Auszeichnungen für Musikverkäufe
| Land/Region                  | Auszeichnungen für Musikverkäufe (Land/Region, Auszeichnung, Verkäufe) | Verkäufe  |
| ---------------------------- | ---------------------------------------------------------------------- | --------- |
| Neuseeland (RMNZ)            | Platin                                                                 | 30.000    |
| Spanien (Promusicae)         | Gold                                                                   | 30.000    |
| Vereinigte Staaten (RIAA)    | Platin                                                                 | 2.000.000 |
| Vereinigtes Königreich (BPI) | Gold                                                                   | 500.000   |
| Insgesamt                    | 2× Gold · 2× Platin ·                                                  | 2.560.000 |

Hauptartikel: Rod Stewart/Auszeichnungen für Musikverkäufe

## Coverversionen

### N-Trance
Die britische Dance-Band N-Trance veröffentlichte 1997 zusammen mit Stewart eine Dance-Coverversion, welche sich europaweit in den Charts platzieren konnte.
Chartplatzierungen
| ChartsChartplatzierungen     | Höchstplatzierung | Wochen |
| ---------------------------- | ----------------- | ------ |
| Deutschland (GfK)            | 15 (22 Wo.)       | 22     |
| Österreich (Ö3)              | 9 (14 Wo.)        | 14     |
| Schweiz (IFPI)               | 21 (12 Wo.)       | 12     |
| Vereinigtes Königreich (OCC) | 7 (10 Wo.)        | 10     |

Auszeichnungen für Musikverkäufe

| Land/Region       | Auszeichnungen für Musikverkäufe (Land/Region, Auszeichnung, Verkäufe) | Verkäufe |
| ----------------- | ---------------------------------------------------------------------- | -------- |
| Australien (ARIA) | 2× Platin                                                              | 140.000  |
| Belgien (BRMA)    | Gold                                                                   | 25.000   |
| Neuseeland (RMNZ) | Platin                                                                 | 15.000   |
| Norwegen (IFPI)   | Gold                                                                   | 10.000   |
| Insgesamt         | 2× Gold · 3× Platin ·                                                  | 190.000  |

Hauptartikel: Rod Stewart/Auszeichnungen für Musikverkäufe

### Weitere Coverversionen
- 1979: Denise LaSalle
- 1982: Saragossa Band (Dance with the Saragossa Band (Part IV))
- 1987: Sabrina Salerno
- 1993: Revolting Cocks
- 1994: Stars on 45 (Star Wars and Other Hits)
- 1997: Kayah
- 1997: Millie Jackson
- 1997: Tom Jones (Liveversion)
- 1997: Notorious B.I.G. feat. Jay-Z
- 1998: Klaus Hallen
- 2002: Vanilla Fudge
- 2003: Handsome Hank
- 2005: Pat Travers feat. Carmine Appice
- 2006: Paris Hilton
- 2006: The Girls of FHM
- 2012: Triggerfinger